# Gymnopilus novoguineensis
Gymnopilus novoguineensis là một loài nấm thuộc họ Cortinariaceae.